# Одесский учебный округ
Одесский учебный округ был учреждён в 1832 году, одновременно с Киевским учебным округом. В состав округа вошли Бессарабская, Екатеринославская, Таврическая и Херсонская губернии. Официальный печатный орган — «Циркуляр по управлению Одесским учебным округом» (1864—1917).

## Попечители
- 1832—1837: Никифор Фёдорович Покровский
- 1837—1844: Дмитрий Максимович Княжевич
- 1844—1846: Александр Григорьевич Петров
- 1846—1847: Князь Григорий Петрович Волконский
- 1848—1853: Михаил Николаевич Бугайский
- 1853—1856: Павел Григорьевич Демидов
- 1856—1858: Николай Иванович Пирогов
- 1858—1859: Николай Романович Ребиндер
- 1859—1861: Могилянский, Матвей Матвеевич
- 1862—1866: Адам Антонович Арцимович
- 1866—1867: Иван Дмитриевич Соколов, и. д.
- 21.10.1866—31.03.1880: Сергей Платонович Голубцов
- 31.03.1880—1885: Пётр Алексеевич Лавровский
- 18.03.1885—13.01.1906: Хрисанф Петрович Сольский
- 13.01.1906—1907: Граф Александр Алексеевич Мусин-Пушкин
- 04.06.1908—1913: Алексей Иванович Щербаков
- 1913—1915: Владимир Николаевич Смольянинов
- 1916—1917: Павел Николаевич Соковнин

## Статистика
По состоянию на 1915 год Одесский учебный округ насчитывал 9,978 заведений всех типов, в которых обучалось в общей сложности 820,825 учащихся, в том числе начальных школ 8,423 с числом учащихся 681,540. В распределении по административно-территориальным составляющим округа:
- Бессарабская губерния: учебных заведений — 1,784, учащихся — 123,726.
- Екатеринославская губерния: учебных заведений — 2,593, учащихся — 250,704.
- Таврическая губерния: учебных заведений — 2,242, учащихся — 163,011.
- Херсонская губерния: учебных заведений — 3,359, учащихся — 283,384.

Распределение учащихся по типам учебных заведений (в числителе — количество учащихся, в знаменателе — число учебных заведений).
| Тип заведения                                                   | 1             | 2             | 3             | 4             |
| --------------------------------------------------------------- | ------------- | ------------- | ------------- | ------------- |
| Высшие учебные заведения                                        |               |               |               |               |
| Педагогические                                                  |               |               |               | 770 1         |
| Медицинские                                                     |               |               |               | 280 1         |
| Технические                                                     |               | 500 1         |               |               |
| Художественные                                                  |               |               |               | 958 1         |
| Средние учебные заведения                                       |               |               |               |               |
| Гимназии, прогимназии, институты и лицеи                        | 7,184 26      | 14,161 43     | 11,734 40     | 13,798 76     |
| Реальные училища                                                | 1,010 4       | 1,577 4       | 2,096 7       | 1,651 8       |
| Духовные                                                        | 1,925 5       | 1,601 6       | 748 3         | 882 3         |
| Педагогические                                                  | 331 7         | 777 15        | 1,082 10      | 418 7         |
| Медицинские                                                     | 144 2         | 140 1         |               | 296 3         |
| Военные                                                         |               |               |               | 723 4         |
| Морские                                                         |               |               | 96 2          | ? 1           |
| Лесные и сельскохозяйственные                                   | 451 5         | 248 3         | 360 4         | 77 2          |
| Технические и ремесленные                                       | 236 3         | 1,510 13      | 1,709 20      | 1,790 13      |
| Коммерческие, торговые и промышленные                           | 459 3         | 4,145 12      | 1,191 10      | 1,354 8       |
| Художественные                                                  | 331 2         | 300 1         | 145 2         | 639 3         |
| Межевые, таксаторские и топографические                         |               | 54 1          |               |               |
| Профессиональные                                                |               |               | 262 2         | 1,387 8       |
| Частные учебные заведения и при церквях иностранных исповеданий | 3,392 51      | 9,681 96      | 3,910 62      | 23,547 280    |
| Прочие учебные заведения                                        |               |               |               |               |
| Училища слепых и глухонемых                                     |               |               | ? 1           |               |
| Религиозные нехристианские                                      | 6,243 181     | 3,488 185     | 2,465 70      | 2,952 232     |
| Начальные учебные заведения                                     |               |               |               |               |
| Низшие                                                          | 102,020 1,495 | 212,522 2,212 | 137,213 2,009 | 229,785 2,707 |

Примечание. Цифрами в столбцах таблицы обозначены административно-территориальные составляющие учебного округа:
- 1 — Бессарабская губерния
- 2 — Екатеринославская губерния
- 3 — Таврическая губерния
- 4 — Херсонская губерния